# Араблінський Балакіші Алі-бек
Балакіші Алі-бек Араблінський (Бала-Кіші-Алі-Бек Араблінський; 30 серпня 1828 — 1 січня 1902) — воєначальник Російської імператорської армії, генерал-лейтенант.

## Біографія
Походив «З горців, син Талавського магальського начальника. Віросповідання магометанського». Лезгін за національністю. Сім'я проживала в лезгінському кварталі Араблар, заснована лезгінами-вихідцями з Самурської долини, звідки і пішло їхнє прізвище. Діда його звали Дібір, а батька Алібек. Тому в окремих офіційних документах представники Араблінських згадуються під прізвищем Дібіров. У некролозі, опублікованому в бакинській газеті «Каспій» 20 січня 1902 відзначалося, що «Смерть Б. К. А. б. Араблінського, як одного з небагатьох горян, що дослужилися до чину генерал-лейтенанта, ім'я якого було відомо кожному тубільцю, викликала щирий жаль у всіх, хто знав покійного, усього місцевого населення та особливо тубільців».

### Бойовий шлях

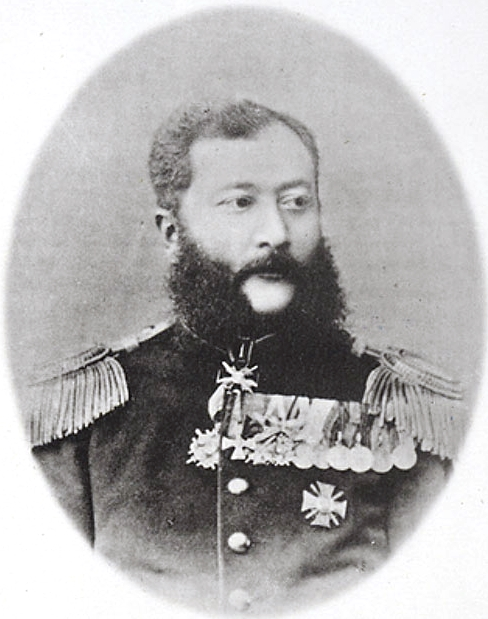
Полковник Араблінський, випуск 1848

У дитинстві, виявивши неабиякі здібності, він привернув увагу повітової влади, яка рекомендувала його на навчання в 1-й кадетський корпус у Санкт-Петербурзі, який він успішно закінчив у 1848 році і 13 липня був випущений із чином корнета. За високим наказом був відряджений до 1-го уланського Санкт-Петербурзького полку. 18 вересня 1851 року був підвищений у поручники. 12 грудня 1853 року відряджений для подальшого проходження служби до 6-го гусарського Клястицького полку.
Араблінський брав участь у придушенні повстання в Угорщині 1849 року. Учасник Кримської війни 1853—1856 років. 5 грудня 1854 «за відмінність у службі» проведений у штабсротмістри.
12 травня 1857 року за високим наказом був відряджений до лейбгвардії Кавказького ескадрону Власної Його Імператорської Величності Конвою. 24 січня 1858 року за зразковість у службі був підвищений у ротмістри та переведений у Конвой штабсротмістром.
12 січня 1859 року за зразковість у службі підвищений у майори армійської кавалерії (старшість із 17 квітня 1858 року). 2 липня 1860 року переведений до 15-го драгунського Переяславського полку з призначенням командуючим 2-им дивізіону і 3-го ескадрону, а 4 липня 1861 року затверджено на цих посадах. У 1860 році за зразковість у справах проти горян був удостоєний ордена Святого Станіслава 3-го ступеня з мечами та бантом, у 1862 році — ордена Святої Анни 3-го ступеня з мечами та бантом.
Із 24 січня 1864 року по 18 квітня 1866 року обіймав посаду начальника Кайтаго-Табасаранського округу. 1 вересня 1865 року за відзнаку підвищений у підполковники. 18 квітня 1866 року відряджений для подальшої служби до 84 піхотного Ширванського полку. 16 вересня 1871 підвищений у полковники. Учасник Хівінського походу 1873, за виявлену зразковість у березні 1874 нагороджений орденом Святого Станіслава 2-го ступеня з мечами. 31 жовтня 1874 року переведений до 164-го піхотного Закатальського полку, після прибуття до нового місця служби прийняв 4-й батальйон. 9 січня 1877 призначений командиром 3-го Кавказького лінійного батальйону.
Учасник Російсько-турецької війни 1877—1878 років. У вересні 1877 «за 25-річну бездоганну службу в офіцерських чинах» був нагороджений орденом Святого Володимира 4-го ступеня. У січні 1878 «за зразковість у справах із ворогом» був удостоєний ордена Святої Анни 2-го ступеня з мечами. 18 лютого 1878 року був призначений командиром 160-го піхотного Абхазького полку. У грудні був нагороджений золотою шаблею з написом «За хоробрість».
12 березня 1887 був підвищений у генерал-майори з призначенням командиром 1-ї Закаспійської стрілецької бригади. Найвищим наказом від 25 травня 1888 призначений командиром 2-ї бригади 21-ї піхотної дивізії і обіймав цю посаду протягом десяти років, отримавши за свою службу ордени Святого Станіслава 1-го ступеня та Святої Анни 1-го ступеня.
3 серпня 1898 Араблінський був підвищений у генерал-лейтенанти зі звільненням від служби з мундиром і пенсією.
У 1898 році указом російського імператора 70-річному Балакіші Араблінському виділили велику земельну ділянку за 6 км від Дербента. Тут він збудував собі маєток, а довкола нього утворилося невелике поселення. Залізнична станція та селище на честь російського генерала було названо Араблінкою. Тут він прожив останні чотири роки життя і помер 1 січня 1902 року.

3 січня 1902 року генерал-лейтенант Араблінський був похований на мусульманському кладовищі Кирхляр у місті Дербент: 
Отдать последний долг Б. К. А. б. Араблинскому явилось так много лиц, что все громадное расстояние от дома покойного до кладбища было занято провожавшими гроб. В числе их были также депутаты от тех частей войск, в которых покойный служил: от полков Абхазского, Ширванского и Самурского. В погребальной процессии участвовал и расположенный в гор. Дербенте пехотный резервный батальон, который проводил останки до могилы и здесь отдал последний долг по воинскому уставу

## Нагороди
- Орден Святого Станіслава 3-го ступеня з мечами та бантом (1860)
- Орден Святої Анни 3-го ступеня з мечами та бантом (1862)
- Орден Святого Станіслава 2-го ступеня з мечами (1874)
- Орден Святого Володимира 4-го ступеня (1877)
- Орден Святої Анни 2-го ступеня з мечами (1878)
- Золота шабля з написом «За хоробрість» (1878)
- Орден Святого Володимира 3-го ступеня (1882)
- Орден Святого Станіслава 1-го ступеня (1891)
- Відзнака бездоганної служби за XL років (1892)
- Орден Святої Анни 1-го ступеня (6 грудня 1895)